# Parodia stuemeri
Parodia stuemeri ist eine Pflanzenart aus der Gattung Parodia in der Familie der Kakteengewächse (Cactaceae). Das Artepitheton stuemeri ehrt den argentinischen Feldsammler und Pflanzenhändler Ernst Stuemer.

## Beschreibung
Parodia stuemeri wächst meist einzeln und bildet manchmal Gruppen. Die trübgrünen kugelförmigen bis kurz zylindrischen Triebe erreichen Wuchshöhen von bis zu 20 Zentimeter und Durchmesser von 15 Zentimeter. Der Triebscheitel ist mit weißlichem oder bräunlichem Filz besetzt. Die 20 oder mehr flachen, senkrecht bis leicht spiralförmig angeordneten Rippen sind in konische Höcker untergliedert. Die vier über Kreuz stehenden bräunlichen Mitteldornen besitzen eine schwarzbraune Spitze. Sie sind steif und nadelig. Die Mitteldornen weisen Längen von bis zu 1,5 Zentimeter auf. Einige vorn ihnen weisen gelegentlich eine mehr oder weniger gebogene Spitze auf. Die etwa 25 feinen, nadeligen weißlichen Randdornen greifen gegenseitig ineinander. Sie sind 1 bis 1,5 Zentimeter (selten bis 2 Zentimeter) lang.
Die gelblich orangefarbenen bis rötlichen Blüten erreichen Längen von bis zu 4 Zentimeter. Ihr Perikarpell und die Blütenröhre sind mit weißer Wolle und wenigen Borsten besetzt. Die Narben sind blassgelb. Die grünlichen gelben länglichen Früchte weisen Längen von bis zu 1,5 Zentimeter und Durchmesser von 5 Millimeter auf. Die Früchte enthalten schwarze, etwa 0,7 Millimeter lange Samen, die fein gehöckert sind.

## Verbreitung, Systematik und Gefährdung
Parodia stuemeri ist in der argentinischen Provinz Salta in Höhenlagen von 1000 bis 2000 Metern verbreitet.
Die Erstbeschreibung als Echinocactus stuemeri durch Erich Werdermann wurde 1931 veröffentlicht. Curt Backeberg stellte die Art 1936 in die Gattung Parodia. Ein weiteres nomenklatorisches Synonym ist Bolivicactus stuemeri (Werderm.) Doweld (2000).
In der Roten Liste gefährdeter Arten der IUCN wird die Art als „Least Concern (LC)“, d. h. als nicht gefährdet geführt.

## Nachweise